# アトランタ連邦準備銀行
アトランタ連邦準備銀行 (Federal Reserve Bank of Atlanta) は、アメリカ合衆国の連邦準備銀行のひとつ。管轄はアラバマ州、ジョージア州、テネシー州東部、フロリダ州、ミシシッピ州南部、ルイジアナ州南部を含む第6連邦準備区。本店はジョージア州アトランタ、支店をバーミングハム、ジャクソンビル、マイアミ、ナッシュビル、ニューオーリンズに擁する。
現在の本店の所在は、アトランタの金融街にほど近いミッドタウンに位置する。2001年まではダウンタウンのマリエッタ通りにあり、移転後はジョージア州弁護士会本部となった。
現在の総裁は、ラファエル・ボスティック（Raphael Bostic、第15代総裁、2017年6月5日 - ）である。